# Martin Frýdek (labdarúgó, 1992)
Martin Frýdek (Hradec Králové, 1992. március 24. –) cseh válogatott labdarúgó, a görög Árisz hátvéde.

## Pályafutása

### Klubcsapatokban
Frýdek a csehországi Hradec Králové városában született. Az ifjúsági pályafutását a Sparta Praha akadémiájánál kezdte.
2012-ben mutatkozott be a Sparta Praha első osztályban szereplő felnőtt keretében. 2012-ben a szlovák Senica csapatát erősítette kölcsönben. 2013-ban a Slovan Liberechez igazolt. 2015-ben visszatért a Sparta Prahához. 2020. október 12-én szerződést kötött a svájci első osztályban érdekelt Luzern együttesével. Először a 2020. október 25-ei, Young Boys ellen 2–1-re elvesztett mérkőzés félidejében, Marvin Schulz cseréjeként lépett pályára. Első gólját 2023. február 19-én, a St. Gallen ellen idegenben 2–2-es döntetlennel zárult találkozón szerezte meg.
2024. augusztus 13-án két évre a görög Árisz szerződtette.

### A válogatottban
Frýdek az U20-as és az U21-es korosztályú válogatottakban is képviselte Csehországot.
2016-ban debütált a felnőtt válogatottban. Először a 2016. március 24-ei, Skócia ellen 1–0-ra elvesztett barátságos mérkőzésen lépett pályára.

## Statisztikák
2023. április 27. szerint
| Klub         | Szezon   | Osztály            | Bajnokság | Bajnokság | Kupa  | Kupa | Nemzetközi | Nemzetközi | Összesen | Összesen |
| Klub         | Szezon   | Osztály            | Meccs     | Gól       | Meccs | Gól  | Meccs      | Gól        | Meccs    | Gól      |
| ------------ | -------- | ------------------ | --------- | --------- | ----- | ---- | ---------- | ---------- | -------- | -------- |
| Sparta Praha | 2015–16  | 1. Liga            | 22        | 1         | 4     | 0    | 13         | 2          | 39       | 3        |
| Sparta Praha | 2016–17  | 1. Liga            | 9         | 2         | 0     | 0    | 6          | 0          | 15       | 2        |
| Sparta Praha | 2017–18  | 1. Liga            | 21        | 1         | 0     | 0    | 2          | 0          | 23       | 1        |
| Sparta Praha | 2018–19  | 1. Liga            | 33        | 2         | 3     | 0    | 2          | 0          | 38       | 2        |
| Sparta Praha | 2019–20  | 1. Liga            | 25        | 2         | 5     | 1    | —          | —          | 30       | 3        |
| Sparta Praha | Összesen | Összesen           | 110       | 8         | 12    | 1    | 23         | 2          | 145      | 11       |
| Luzern       | 2020–21  | Swiss Super League | 30        | 0         | 4     | 0    | —          | —          | 34       | 0        |
| Luzern       | 2021–22  | Swiss Super League | 27        | 0         | 3     | 0    | 2          | 0          | 32       | 0        |
| Luzern       | 2022–23  | Swiss Super League | 23        | 3         | 2     | 0    | —          | —          | 25       | 3        |
| Luzern       | Összesen | Összesen           | 80        | 3         | 9     | 0    | 2          | 0          | 91       | 3        |
| Összesen     | Összesen | Összesen           | 190       | 11        | 21    | 1    | 25         | 2          | 236      | 14       |

### A válogatottban
| Válogatott | Év       | Pályára lépés | Gól |
| ---------- | -------- | ------------- | --- |
| Csehország | 2016     | 3             | 0   |
| Csehország | 2017     | 2             | 0   |
| Csehország | 2018     | 1             | 0   |
| Csehország | 2019     | 1             | 0   |
| Összesen   | Összesen | 7             | 0   |

## Sikerei, díjai
Sparta Praha
- Cseh Kupa
  - Győztes (1): 2019–20
  - Döntős (1): 2011–12

 Slovan Liberec
- Cseh Kupa
  - Győztes (1): 2014–15

 Luzern
- Svájci Kupa
  - Győztes (1): 2020–21